# Vladimír Nedělka
Vladimír Nedělka (17. února 1924 Veselí nad Lužnicí – 12. března 1998 Třebotov) byl český podplukovník a pilot 310. československé stíhací perutě RAF.

## Životopis
Vladimír Nedělka se narodil 17. února 1924 ve Veselí nad Lužnicí Aloisovi a Eleonor Nedělkovým. S rodiči se v dětství přestěhoval do Světnova a později v roce 1929 do Buenos Aires, hlavního města Argentiny. V Argentině vystudoval průmyslovou školu strojnickou a později pracoval jako mechanik.
V červnu 1942 po okupaci Československa odjel do Anglie, kde se přihlásil do československé armády. V prosinci 1944 byl po dvouletém výcviku přijat do 310. československé stíhací perutě Britského královského letectva (RAF). Patřil mezi nejmladší piloty a během války jednou havaroval.
Po válce i nadále zůstal v československé armádě. V roce 1947 začal pracovat jako civilní pilot Československých aerolinií. Podruhé havaroval na trase Ostrava – Praha, poblíž vrcholu Petrovy kameny na Pradědu. Příčinou nehody byla špatná předpověď počasí a silná sněhová bouře. Po propuštění z nemocnice byl zatčen a obviněn z pokusu o emigraci. Ve vězení strávil čtyři roky. Po propuštění z věznice se živil jako razič tunelů.
Od roku 1963 bydlel v obci Třebotov, nedaleko hlavního města Prahy. Vladimír Nedělka zemřel 12. března 1998 v Třebotově ve věku  74 let.